# Levi
 Denne artikel omhandler Levi, søn af Jakob. For andre betydninger af Levi, se Levi (flertydig).
Levi  er den tredje af patriarken Jakobs 12 sønner.
Navnet betyder på hebraisk (hebraisk: לֵוִי) "at holde sig til nogen", ligesom det står
"Hun (Lea) blev igen gravid og fødte en søn; hun sagde: »Nu må min mand knytte sig til mig, for jeg har født ham tre sønner.« Derfor gav hun ham navnet Levi. (Første Mosebog 29,34).
Levi er stamfader til den israelitiske stamme Levitterne. Moses og Aron er begge efterkommere af Levi.